# Infas
Das infas Institut für angewandte Sozialwissenschaft mit Sitz in Bonn ist ein Institut für Markt- und Sozialforschung, das für Unternehmen, Wissenschaft, Politik und Verwaltung forscht und diese berät. Das Institut führt Erhebungen mit sämtlichen quantitativen Methoden der empirischen Sozialforschung mit eigenen Ressourcen durch und hat bundesweit Interviewer für persönliche Vorort-Interviews (CAPI) im Einsatz. infas war 2020 auf Rang 4 der umsatzstärksten Markt- und Sozialforschungsinstitute in Deutschland. infas ist eine Tochter der infas Holding AG  (vormals Action Press Holding AG) und seit 2024 Teil der Ipsos-Gruppe.

## Studienbeteiligungen
infas führte Erhebungen für zahlreiche nationale und internationale sozialwissenschaftliche Studien durch. Dazu gehören:
- Das Sozio-Oekonomische Panel (SOEP), auch unter dem Namen Leben in Deutschland bekannt, ist eine Langzeitstudie, die gesellschaftliche Entwicklungen untersucht. Jedes Jahr werden dafür mehr als 30.000 Menschen zu ihrer Lebenssituation und ihren Einstellungen befragt.[4]
- Das Nationale Bildungspanel (NEPS). Die Studie untersucht, wie sich der Bildungsstand vom Kindes- bis ins hohe Erwachsenenalter entwickelt und welche Auswirkungen die Bildung auf das weitere Leben hat. Mit der NEPS-Studie  werden Bildungsprozesse über die gesamte Lebensspanne beschrieben und dabei Ursachen und Wirkungszusammenhänge ermittelt. Es handelt sich um eine Längsschnittstudie, das heißt Personen werden wiederholt befragt. Die Befragungen von Müttern mit Neugeborenen, von Eltern, Auszubildenden, Studierenden und Erwachsenen im Rahmen der NEPS-Studie werden von infas durchgeführt.[5]
- Der Deutsche Alterssurvey (DEAS) ist eine bundesweit repräsentative Quer- und Längsschnittbefragung von Personen, die sich in der zweiten Lebenshälfte befinden. Die umfassende Untersuchung von Personen im mittleren und höheren Erwachsenenalter dient dazu, Mikrodaten bereitzustellen, die sowohl für die sozial- und verhaltenswissenschaftliche Forschung als auch für die Sozialberichterstattung genutzt werden können.[6]
- Das vom Institut für Arbeitsmarkt und Berufsforschung (IAB) durchgeführte Panel Arbeitsmarkt und soziale Sicherung stellt eine Datengrundlage bereit, mit deren Hilfe die Dynamik des Grundsicherungsbezugs und die soziale Lage von Haushalten im Grundsicherungsbezug untersucht werden können. Seit 2009 werden die jährlichen Erhebungen von infas durchgeführt.[7]
- Bei lidA – leben in der Arbeit. Eine Kohortenstudie zu Gesundheit und Älterwerden in der Arbeit im Auftrag des Bundesministeriums für Bildung und Forschung (BMBF) handelt es sich um eine Längsschnittstudie zur Untersuchung der Fragestellung, inwieweit die Arbeit die Gesundheit älterer Beschäftigter beeinflusst. Ziel des Forschungsprojektes lidA ist es, mit einer interdisziplinären Perspektive den langfristigen Effekt, den Arbeit auf die Gesundheit einer alternden Erwerbsbevölkerung in Deutschland gegenwärtig hat und künftig haben wird, zu untersuchen. infas führt seit 2009 die empirischen Erhebungen für die Studie durch.[8]
- Mit der Studie Mobilität in Deutschland (MiD) wird das Mobilitätsverhalten der Deutschen im Auftrag des Bundesministeriums für Verkehr und digitale Infrastruktur und zahlreicher regionaler Partner untersucht. Sie wurde bereits in den Jahren 2002, 2008 und 2017 von infas erhoben. Die jüngste Erhebung fand von Mitte 2023 bis Mitte 2024 statt. Es wurden 185.000 Haushalte in einer Stichtagsbefragung zu ihrem Mobilitätsverhalten befragt.[9]
- Das Innovationspanel des Zentrums für Europäische Wirtschaftsforschung (ZEW) wird im Auftrag des Bundesministeriums für Bildung und Forschung (BMBF) seit 2000 jährlich durchgeführt. Mit der Panelstudie werden Informationen zur Einführung neuer Produkte, Dienstleistungen und Verfahren in Unternehmen, den Aufwendungen für Innovationen, und dem Erfolg, den sie damit erzielen, ermittelt.[10]
- Twin-Life, eine längsschnittliche Zwillingsfamilienstudie der Universität Bielefeld und der Universität des Saarlandes. Mittels verschiedener Methoden der Zwillingsforschung wird analysiert, wie sich soziale Unterschiede zwischen Menschen aufgrund von genetischen und umweltbedingten Faktoren erklären lassen.
- Zusammen mit der Wochenzeitung Die Zeit und dem Wissenschaftszentrum Berlin für Sozialforschung (WZB) führte infas erstmals im August 2016 und nachfolgend in sechs Wiederholungen (zuletzt 2023) die Vermächtnisstudie durch. Bundesbürgerinnen und Bürger wurden zu verschiedenen Lebensbereichen gefragt, wie sie die gegenwärtige Situation einschätzen, was sie in Zukunft erwarten und was sie künftigen Generationen empfehlen würden.[11]

## Geschichte
Das Institut wurde 1959 von Wolfgang Hartenstein, Klaus Liepelt und Günter Schubert als Institut für angewandte Sozialwissenschaft, kurz ifas, gegründet. Aufgrund von Namensstreitigkeiten wurde die Kurzform später in infas geändert. Finanziert wurde die Gründung unter anderem mit Geldern der SPD. infas konzentrierte sich von Beginn an auf die Sozial-, Politik- und Regionalforschung. Von 1965 bis 1996 hatte das Institut den Auftrag der ARD, Analysen und Hochrechnungen zu Bundestags-, Landtags- und Kommunalwahlen in der Bundesrepublik Deutschland durchzuführen.
In den 1990er Jahren geriet infas in Schieflage und erreichte einen Schuldenstand von 28 Millionen DM. Ende 1993 übernahmen Experten von McKinsey und Familienmitglieder des ehemaligen Neckermann-Vorstands Unkelbach das Institut und führten eine Sanierung durch. 1996 erwarb der PR-Berater Moritz Hunzinger die Mehrheit des Instituts und brachte sie 1998 vor dem Börsengang der Hunzinger Information AG, die Vorgängerin der heutigen Infas Holding AG, in diese ein.

### Fernsehforschung
Von 1974 bis 1984 führte infas gemeinsam mit dem Institut für Demoskopie Allensbach die erste deutsche Fernsehforschung zur Ermittlung der Einschaltquoten durch. Dabei wurde erstmals ein elektronisches Messgerät eingesetzt. Das von der Heidelberger Firma Teldix entwickelte Gerät ermittelte auf Tastendruck die individuelle Fernsehnutzung der Haushaltsmitglieder. Die Daten wurden gespeichert und nachts über die Telefonleitung von den Instituten abgerufen.

### Wahlforschung
Im Auftrag des Deutschen Fernsehens und der Rundfunkanstalten der ARD hat infas am 19. September 1965 die erste Hochrechnung zu einer Bundestagswahl in Deutschland durchgeführt. Im Rahmen des ARD-Auftrags etablierte infas maßgeblich den Einsatz von Computern bei der Erstellung von Wahlprognosen. Die Politikforschung begann bei infas 1959 mit der Studie über Wähler, Parteien und Politik in Niedersachsen. Das Institut erstellte bis 1996 die Hochrechnungen für die Wahlberichterstattung der ARD.